# کوهوناپوواکگاها-الا
کوهوناپوواکگاها-الا (به لاتین: Kohonapuwakgaha-ela) یک منطقهٔ مسکونی در سری‌لانکا است که در استان مرکزی (سری‌لانکا) واقع شده‌است.